# Philippe Michel (mathématicien)
Pour les articles homonymes, voir Philippe Michel.
Philippe Gabriel Michel (né le 23 janvier 1969 à Lyon) est un mathématicien français, titulaire de la chaire de théorie analytique des nombres à l'École polytechnique fédérale de Lausanne.

## Biographie
Michel est né à Lyon. Il a étudié de 1989 à 1993 à l'École normale supérieure de Cachan, puis à l'université Paris-Sud, où il a obtenu un doctorat en 1995 sous la direction d'Étienne Fouvry (titre de la thèse : Autour des conjectures de Sato-Tate), puis une habilitation en 1998,. De 1995 à 1998, Michel est maître de conférences à l’université Paris-Sud ; en 1999-2000, il est à l'Institute for Advanced Study à Princeton. Il est professeur à l'université de Montpellier de 1998 à 2008, puis devient professeur à l'EPFL.
Il travaille en théorie analytique des nombres (par exemple, sur les sommes exponentielles, et en théorie des cribles), la géométrie arithmétique, les fonctions et représentations automorphes, les fonctions L et la théorie ergodique en théorie des nombres. 

## Publications (sélection)
- Emmanuel Kowalski, Philippe Michel et Will Sawin, « Bilinear sums of Kloosterman sums and applications », Annals of Mathematics (2), vol. 186, no 2,‎ 2017, p. 413–500 (MR 3702671).
- Philippe Michel et Akshay Venkatesh, « The subconvexity problem for GL_2 », Publ. Math. Inst. Hautes Études Sci., vol. 111,‎ 2010, p. 171–271 (MR 2653249, lire en ligne).
- Philippe Michel, « The subconvexity problem for Rankin-Selberg L functions and equidistribution of Heegner points », Annals of Mathematics (2), vol. 160, no 1,‎ 2004, p. 185-236 (MR 2119720).
- Emmanuel Kowalski, Philippe Michel et J. M. Vanderkam, « Mollification of the fourth moment of automorphic L-functions and arithmetic applications », Invent. Math., vol. 142, no 1,‎ 2000, p. 95–151 (MR 1784797).

## Prix et distinctions
De 1999 à 2004, Michel est membre de l'Institut universitaire de France. En 1999, Michel est lauréat du prix Peccot-Vimont  et a également délivré un cours Peccot au Collège de France en 1998-1999 (titre de son cours : Sur les zéros des fonctions L des formes modulaires, méthodes analytiques, exposants d’intersection) .
En 2006, Michel est un orateur invité au congrès international des mathématiciens de Madrid,.
En 2011, Michel est élu à l'Academia Europaea.
En 2012, il devient l'un des fellow inauguraux de l'American Mathematical Society.